# XZ Весов
XZ Весов (лат. XZ Librae) — одиночная переменная звезда в созвездии Весов на расстоянии (вычисленном из значения параллакса) приблизительно 44740 световых лет (около 13717 парсеков) от Солнца. Видимая звёздная величина звезды — от +15,4m до +13,8m.

## Характеристики
XZ Весов — пульсирующая переменная звезда типа RR Лиры (RRAB).